# Échos (mini-série)
Pour les articles homonymes, voir Écho et Échos.
Ne doit pas être confondu avec Echo (série télévisée).
Échos (Echoes) est une mini-série américaine créée par Vanessa Gazy et diffusée en 2022 sur Netflix.
Constituée de sept épisodes, la série est diffusée dès le 19 août 2022 sur Netflix.

## Synopsis
Leni et Gina McCleary sont des jumelles monozygotes parfaitement identiques. Elles partagent depuis des années un lourd secret. Depuis l'enfance, elles ont échangé leur identité et leur vie. Aujourd'hui, elles sont devenues adultes. Elles mènent alors une double vie et partagent leurs maison, leurs maris et même un enfant. Tout est parfaitement bien organisé jusqu'au jour où l'une d'elles disparaît mystérieusement.

## Distribution

### Personnages principaux
- Michelle Monaghan (VF : Audrey Sourdive) : Leni McCleary / Gina McCleary
- Matt Bomer (VF : Sylvain Agaësse) : Jack Beck
- Daniel Sunjata (VF : Boris Rehlinger) : Charles "Charlie" Davenport
- Ali Stroker (VF : Karl-Line Heller) : Claudia McCleary
- Karen Robinson (VF : Virginie Emane) : le shérif Louise Floss
- Rosanny Zayas (VF : Aurélie Konaté) : l'adjointe du shérif Paula Martinez
- Michael O'Neill (VF : Vincent Violette) : Victor McCleary
- Celia Weston : Georgia Tyler
- Gable Swanlund : Mathilda "Mattie" Beck
- Jonathan Tucker (VF : Sébastien Desjours) : Dylan James

### Récurrents
- Tyner Rushing (VF : Sandra Valentin) : Maria Czerny McCleary
- Madison Abbott (VF : Clara Quilichini) : Leni McCleary, jeune
- Victoria Abbott (VF : Clara Quilichini) : Gina McCleary, jeune
- Clayton Royal Johnson (VF : Antoine Ferey) : Dylan James, jeune
- Alise Willis (VF : Déborah Claude) : Meg
- Maddie Nichols : Natasha
- Lucy Hammond : Claudia McCleary, jeune
- Onye Eme-Akwari : Beau McMillan
- Lauren H. Davis : Liss

## Épisodes
1. Retour (Home)
2. Anniversaire (Birthday)
3. Fête (Party)
4. Cadavre (Body)
5. Gina (Gina)
6. Incendie (Fire)
7. Chutes (Falls)

## Production
Echoes est créée et écrite par Vanessa Gazy, qui participe également à la production aux côtés de Brian Yorkey (en), Quinton Peeples et Imogen Banks de EndemolShine Banks Australia. Brian Yorkey et Quinton Peeples officient également comme showrunners. Michelle Monaghan est annoncée dans les rôles principaux en juillet 2021. Matt Bomer la rejoint ensuite dans un rôle majeur, suivi par Daniel Sunjata. Ali Stroker, Karen Robinson ou encore Rosanny Zayas sont ensuite annoncées dans des rôles récurrents.
En octobre 2021, Michael O'Neill, Celia Weston, Gable Swanlund, Tyner Rushing, Hazel Mason, Ginger Mason, Alise Willis, Maddie Nichols ou encore Jonathan Tucker rejoignent la distribution,.
Le tournage se déroule à Wilmington en Caroline du Nord.